# Кунья, Леонардо
Леандро Леме да Кунья (исп. Leandro Leme da Cunha; род. 13 октября 1980, Сан-Жозе-дус-Кампус, Сан-Паулу) — бразильский дзюдоист, чемпион и призёр чемпионатов Бразилии, чемпион мира среди военнослужащих, чемпион Панамериканских игр, чемпион и призёр Панамериканских чемпионатов, призёр чемпионатов мира, участник летних Олимпийских игр 2012 года в Лондоне. Выступал в полулёгкой весовой категории (до 66 кг). На Олимпиаде проиграл польскому дзюдоисту Павлу Загроднику и выбыл из борьбы за награды.